# 上山寺
上山寺（じょうざんじ）は、京都府京丹後市丹後町上山にある高野山真言宗の寺院である。山号は吉野山。丹後国三十三所寺院の7番所に挙げられる。781年（天応元年）建立と伝えられ、丹後地方でもとくに古い由緒を持つ古寺のひとつで、当寺所縁の1367年（貞治6年）の懸仏は奈良国立博物館 に収蔵されている。
本項においては上山寺の門前集落として発展した丹後町上山（たんごちょううえやま）地区についても併記する。上山寺の遺構は丹後町上山一帯に散在しており、京丹後市は一帯を「上山寺歴史環境保全地区」として指定文化財とする。また、府によって「京都の自然200選」にも選出されている。

## 歴史

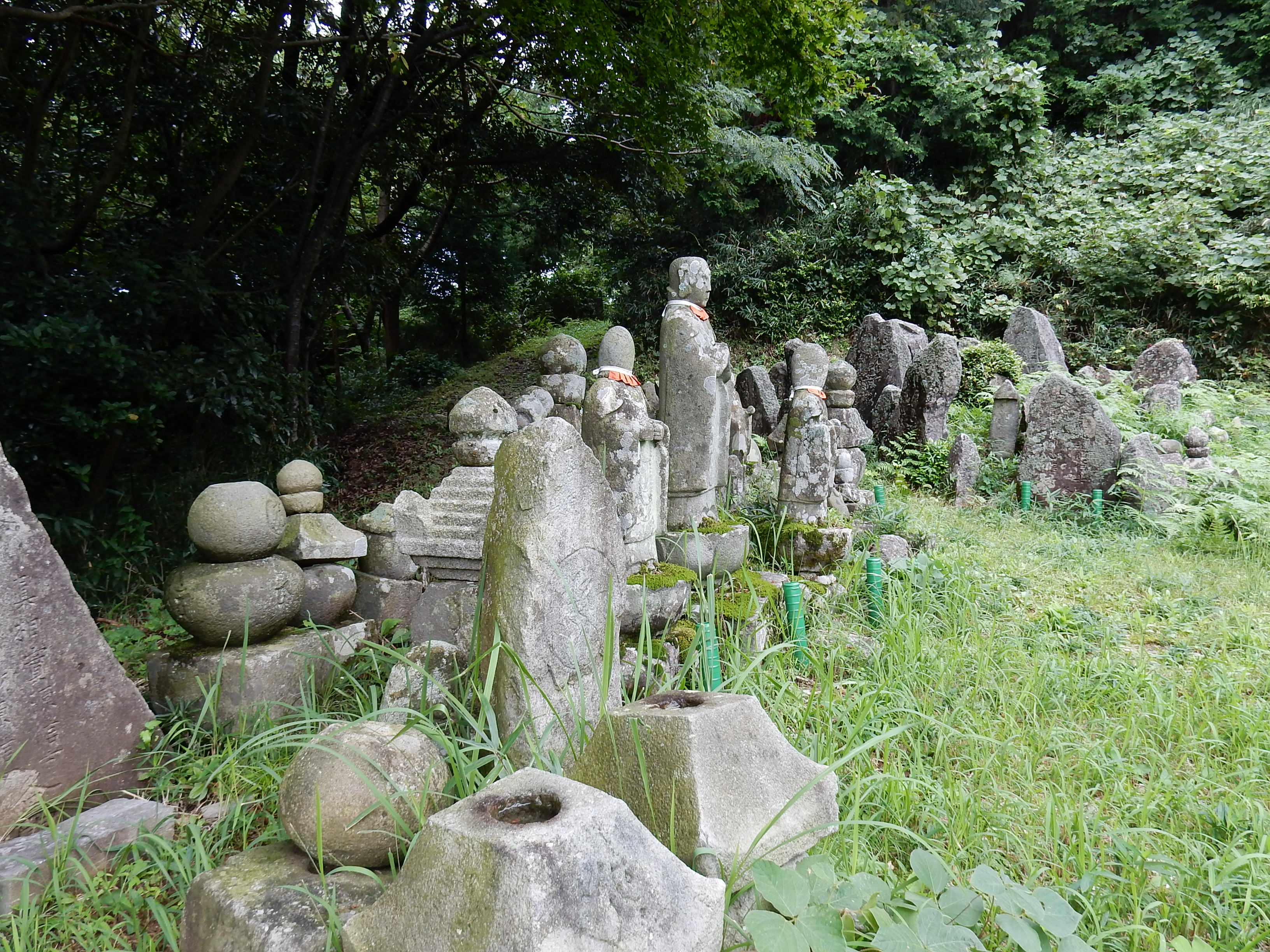
上山寺境内

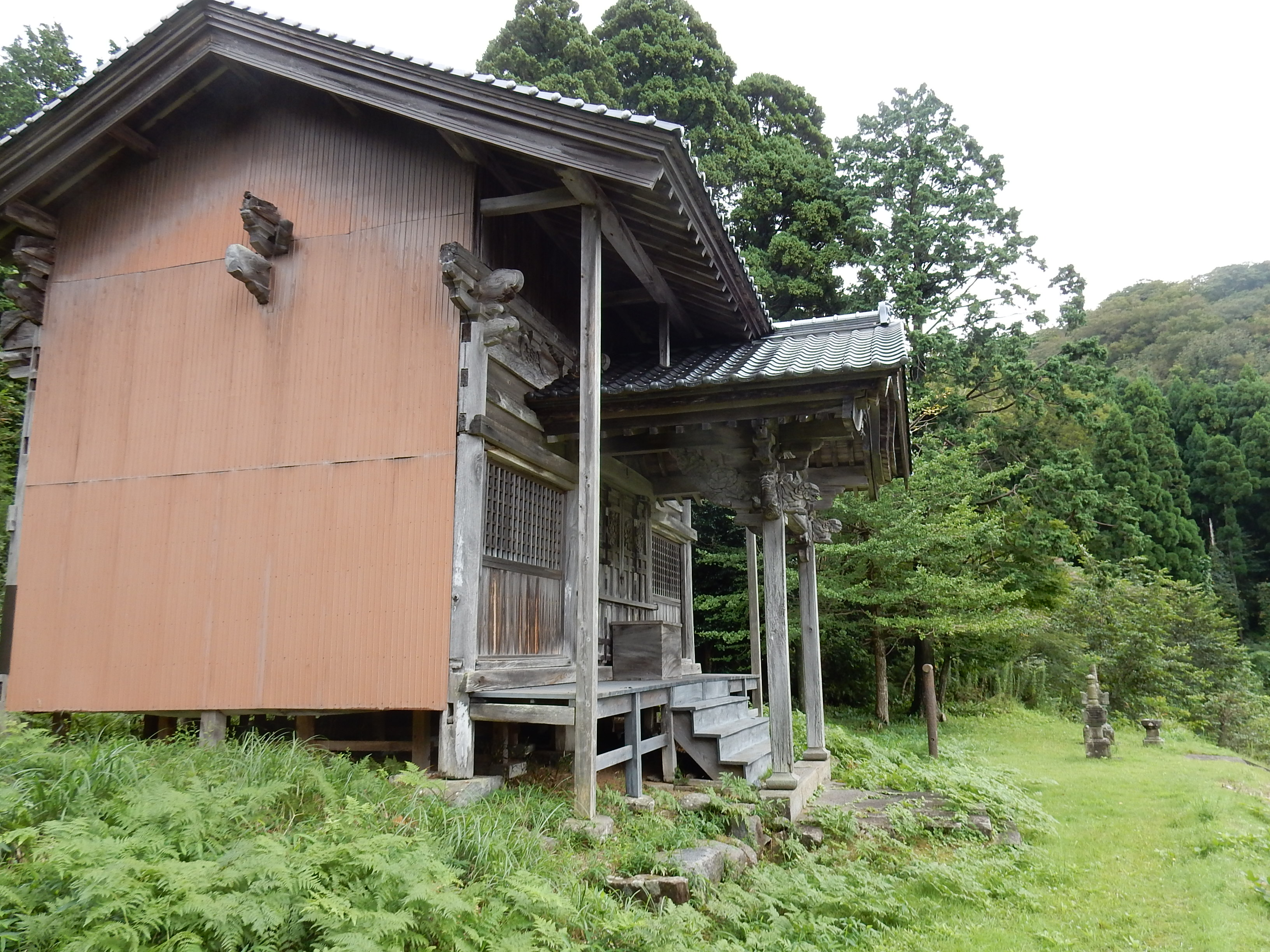
上山寺本堂

創建を伝承する上山寺の縁起は『敬白吉野山上山寺縁起序』『吉野山上山寺縁起』『経會記録』の3資料が現存し、いずれも筋は同じ内容を伝える。曰く、隠岐守の佐々木弘成が「東の国で寺院を建立し仏像を安置せよ」という十一面観音の霊夢を受け、嫡男に国を託して5人の子を連れ船で丹後国袖志に渡り、しばし逗留の後に再び霊夢を受けて781年（天応元年）に上山の地に寺を開いたと伝えられている。寺号は光仁天皇の勅命で定められ、弘成には明法上人の号が下賜された。境内に残る1565年（永禄8年）の五輪塔にも、「当山開白天応元辛酉明法上人」の碑文が残り、16世紀にはすでに寺史として伝えられていたことがわかる。
一方、江戸時代に著された『丹哥府志』の伝える「寺記に曰く」ところでは、上山寺は役小角が金剛童子山に修行場を設けた頃に開創したという。その後、源平の争乱で隠岐国をおわれた佐々木一族が逃れてきたとされる。上山寺に残る縁起の類にこの伝承は記されておらず、「寺記」が指す文献は明らかではない。1814年（文化11年）の『丹後名所案内』には「又役正覚の開基とも聞ゆ」と記される。
奈良国立博物館に、1929年（昭和4年）まで上山寺にあった1367年（貞治6年）の懸仏2枚が収蔵されており、この銘に「宇川庄上山寺」とあるものが史料における寺名の初出である。
創立当時は信仰者が多く、なかでも丹後国竹野郡中野城主であった小倉備前守繁弘の祈願寺とされたことで寺領120石の寄進を受け、隆盛を極めた。修行僧、修験者が集い、次々と坊が開かれるとともに、吉野山から金剛童子山へと続く修行場も開かれた。
しかし、1577年（天正5年）に細川氏が丹後地方の小城を次々と攻め落としていった侵攻の過程で、上山寺の庇護者であった中野城も落城し、寺社領は公儀に召し上げられることとなり、以後は衰退の一途を辿った。
近世、宮津藩奥平氏の領地であった時代の両面に記載がある棟札が1枚残り、その記録によれば、1698年（元禄11年）に本堂（観音堂）を建立し、1707年（宝永4年）に本尊を納めるための厨子を建立した。厨子は宮津藩主の奥平昌成と筆頭家老の奥平修理が願主となっており、藩の援助のもとで再興が図られたことがうかがわれる。棟札には「迎接院法印律伝」なる人物が中興したとする迎接院が記録され、これは21世紀現在の上山寺境内地をさすものとみられる。
近代には、戦時下の供出命令により、釣鐘を失った。
寺名は「じょうざん」であるが、この寺の門前集落として成立したと考えられている丹後町上山は、地名を「うえやま」と訓読する。上山寺は近代には2反の田を有し、上山地区の村民がこれを小作した。上山寺に隣接して上山地区の氏神である産霊神社（うぶたまじんじゃ）があり、この神社は神主不在の神社であったため、上山寺の僧が神社の祈祷も行っていた。
1935年（昭和10年）から1940年（昭和15年）頃までは第28世住職が居住していたが、その後は無住となり、上山地区では法事の際には伊根町から僧侶を呼んだ。1989年（平成元年）以降は伊根町蒲入の西明寺（高野山真言宗）の住職が兼務し、2009年（平成21年）以降は峰山町橋木の縁城寺の住職が兼務する。

## 境内

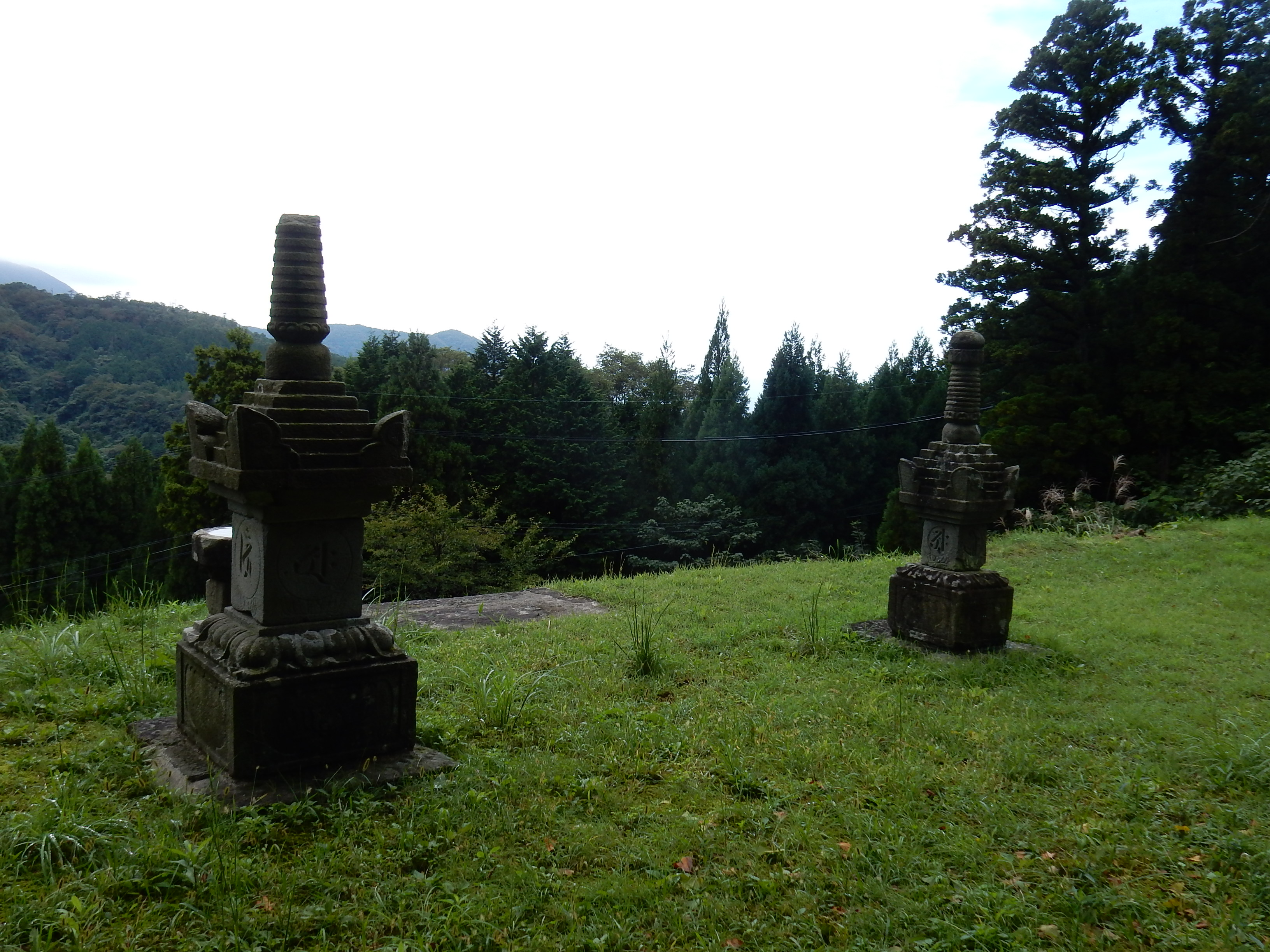
本堂の前の宝篋印塔

石段を上がった平坦地に立地する。北西に本堂である観音堂がある。この本堂からみて東の一段高くなったところに、産霊神社が鎮座する。東南側には庫裏があったが、1963年（昭和38年）の三八豪雪で倒壊した後は再建されず、21世紀現在は庭園の痕跡と石造物がわずかに残る竹林となっている。本堂の北西側の空間には、地元で墓地と呼ばれる中世から近世前期の石造物が林立する。
境内は京丹後市の指定文化財「上山寺歴史環境保全地区」に指定されており、宝篋印塔や五輪塔、室町期の石造狛犬など、多数の石塔・石仏が集中して残る。
このほか、付近に散在している坊跡や門跡と伝えられる一帯にも優れた意匠の石造物が多く残されている。
産霊神社
上山寺の境内地、小字城に所在する産霊神社は上山地区の旧村社で、天御中主神を祀る。三社権現あるいは三柱神社ともよばれた。神主はおらず、上山寺の管理下にあった。

## 上山地区に残る上山寺の痕跡

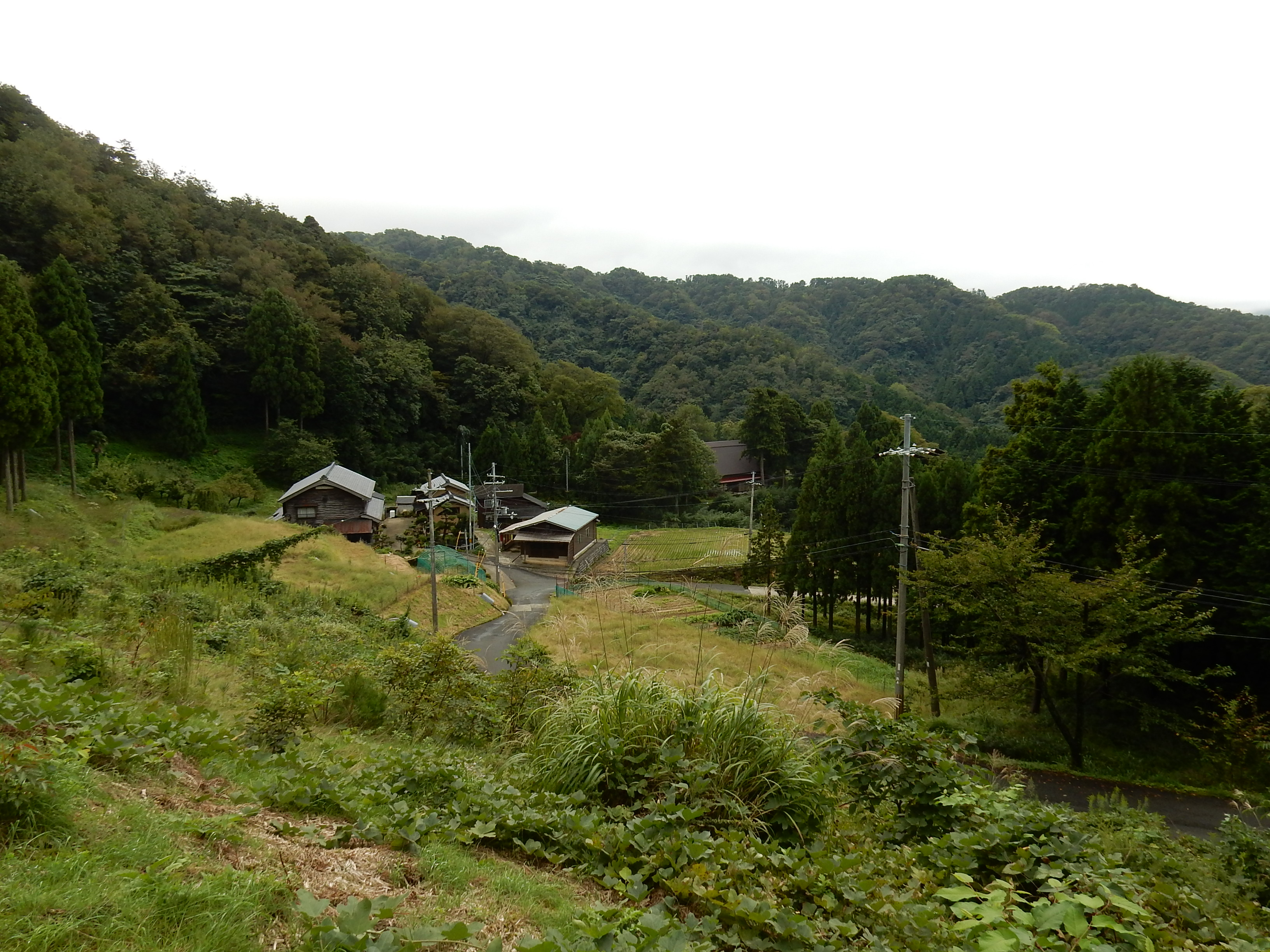
上山集落

寺の全盛期、上山地区には上山寺の坊が28あったとされ、地区内の至る所に地蔵や石仏が残されている。
21世紀現在、伊根町に通じるかつての本通りのそばには、六地蔵や、倒れて寝た状態になっている「カクシ」と呼ばれる石仏が残る。
北側の隣区・谷内に通じる村はずれの平坦地には、高さ約1メートルの八角の石仏が残り、そのほかにも石仏・石造物約80基が並ぶ。およそ中世から近世の石造物とみられ、像容形板碑が多いことから中世の墓地であったと考えられている。閻魔堂跡にはタモの木が茂り、木が石仏を抱え込むような形で残されている。
坊の痕跡とみられるものは、「門の坊（かどのぼう）」と「南の坊（みなみのぼう）」の2カ所が確認されている。
小字中地の21世紀現在は上山区集会所がある場所に、かつて「門の坊」があり、本尊の不動明王立像と、役行者立像があったという。これらの仏像は寺勢の衰退に伴い、上山寺に移されたとされる。21世紀現在もこの場所に残る遺物は、五輪塔2基、五輪塔部材7点、像容形板碑3基で、いずれも中世の石造物である。五輪塔の1基は、水輪に阿弥陀如来座像が陽刻されているのが確認できる。
「門の坊」跡から南東に進むと右側に愛宕神社の石碑が残る。木のたもとにあり、上部が方形にくりぬかれた中に「愛宕神社」と記した板がはめ込まれている。
愛宕神社碑からさらに進むと、T字路にあたる。このあたりは小字地名を十三佛といい、1546年（天文15年）の銘が残る十三仏石塔があった場所である。この十三仏石塔は、21世紀現在は上山寺境内の石段の下に移設されている。T字路の北側には遺物はないが小字大門という寺に所縁の地名が残り、T字路を南西に進むと小字奥地に「南の坊」がある。不動明王坐像を本尊として祀り、修行中の山伏がいたと伝わるが、21世紀現在は墓地が残るのみとなっている。
「門の坊」及び「南の坊」は、1682年（天和2年）の『丹後國寺社帳』や1858年（安政5年）の『御料所日記』、1915年（大正4年）の『竹野郡誌』にも記録され、近代まで現存していたことが確認できる。
近現代の墓地や、近世から近代にかけての上山寺歴代僧侶の墓地は、現在の境内地から林道を挟んで北にのびる小字城の丘陵線上にあり、この丘陵のさらに先の小字薬師の付近にも21世紀現在の墓地がみられる。
これら石造物や遺構の点在する上山地区集落のさらに外縁に、「寺尾」「ガク堂」等の上山寺にゆかりありとみられる小字地名が展開し、中世に上山寺に28あった坊の分布を示唆するものと考えられている。16世紀末には「寺尾坊」とよばれた坊が存在したことは文献から確実視されており、この坊は近世の文献ではすでに記載がない。

## 文化財
近世後期より以前の上山寺にまつわる文献史料はほぼ皆無とみられ、創建時から近世初期にかけての寺勢は寺に伝わる美術工芸品などから研究されてきた。上山寺及び上山地区には中世から近世にかけての石造物が約300基現存し、美術工芸品では1367年（貞治6年）の懸仏3面（うち2面は現在、奈良国立博物館所蔵）のほか本尊を含む3体の仏像、宝物、板絵などが伝わっている。

### 奈良国立博物館所蔵の懸仏

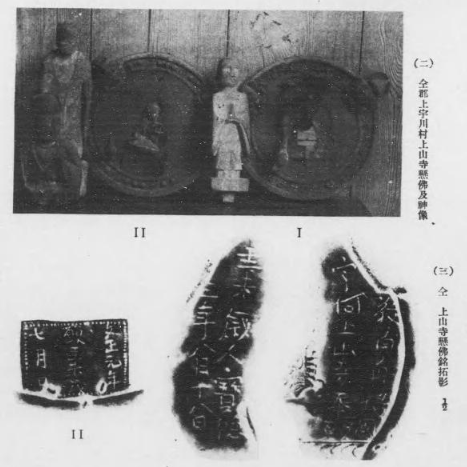
上山寺所縁の懸仏（奈良国立博物館所蔵）

これらの懸仏は1929年（昭和4年）に流出し、そのうちの2面が21世紀には奈良国立博物館に所蔵されていることが確認されている。
菩薩像懸仏
1466年（文正元年）の銘があり、上山寺所有のとして1916年（大正5年）『京都府史蹟勝地調査會報告』第1冊で報告されたものと一致する。旧塩田コレクションと称されるもののひとつで、銅造、径30.1センチメートル。
聖観音像懸仏
　1367年（貞治6年）の銘と「宇川庄上山寺」の銘があり、上山寺に奉納されたものであることが確認できる。旧塩田コレクションと称されるもののひとつで、銅造、径33.7センチメートル。

### 京丹後市指定文化財
十一面観音菩薩立像（本尊）
平安時代後期の作とされる高さ68センチメートルの木造仏。内刳りされていない一木造で、造形は左手に水瓶、右手は垂下した形状の立像である。精緻な作品とはいえず、頭部の小面や裳裾の折り返しや天衣などに細かな彫刻がみられない単調な作りである。一部に後補の痕跡があるが、平安時代後期の制作とみられ、上山寺の古い歴史を物語る史料として重視される。京丹後市丹後古代の里資料館に寄託されている。
五輪塔
1565年（永禄8年）建立。台座に「奉書写大乗妙典一字一石一部当山開白天応元開山明法上人願主寺尾舜盛永禄八迄七百八十五年」との銘が読め、経文を一文字ずつ河原石などに刻んだ一字一石経塚であること、781年（天応元年）に明法上人によって開山したとされる縁起が近世にはすでに在ったことを伝える史料である。上山寺に数多ある石塔のなかでもとくに優美な造形を備え、丹後地方の他地域に存在した同種の塔を研究する貴重な文化財と評価される。

### 寺宝
- 勅額 – 781年に光仁天皇から下賜された木の浮き彫り[16][1]
- 鞍 – 五良義清の孫、塩治高貞のものと伝わる。

### その他の文化財

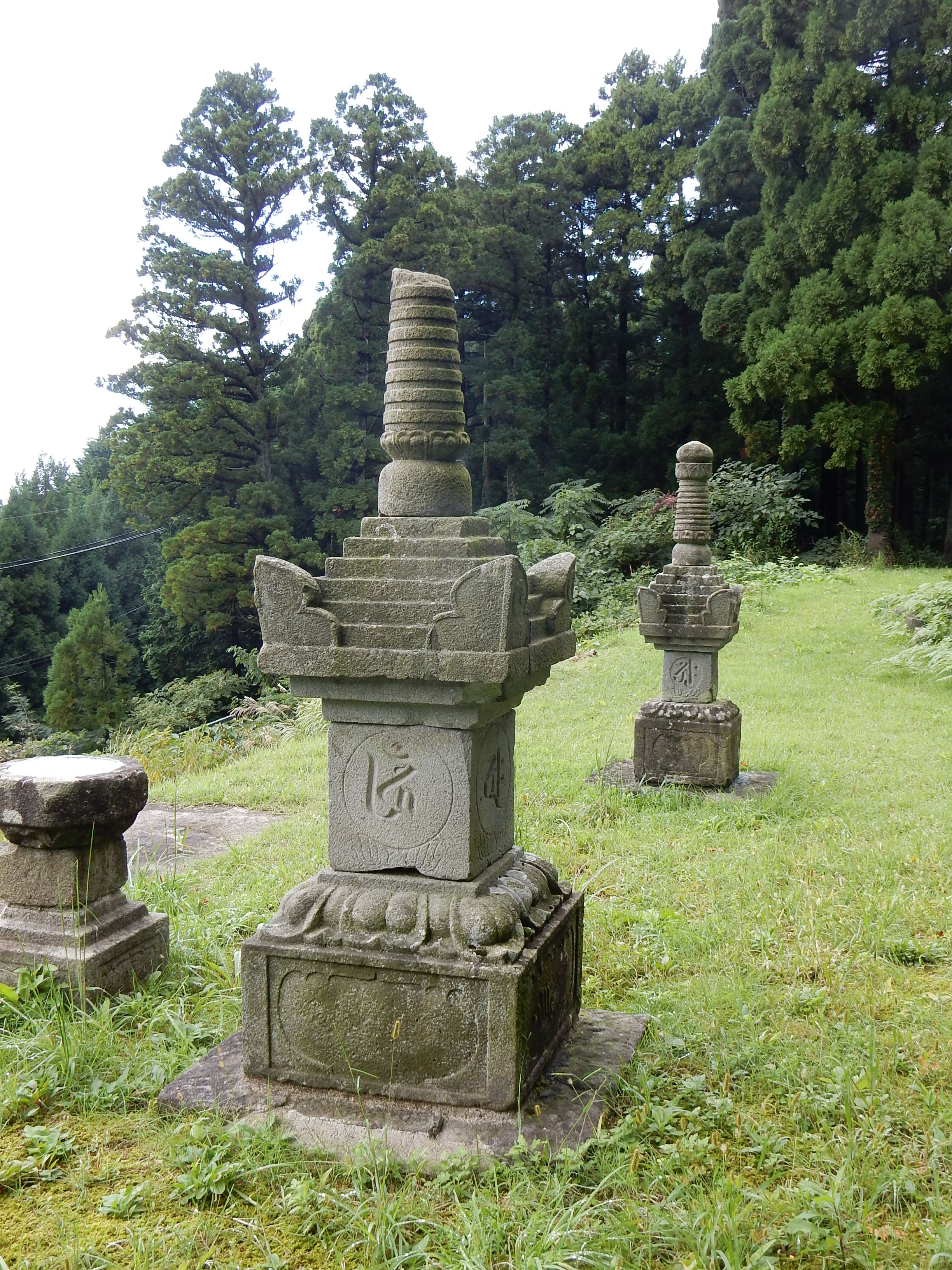
宝篋印塔

- 宝篋印塔 –　『京都府史蹟勝地調査會報告』第1冊でも報告された石造物の代表格で、本堂前の石段の両側に2基あり、1381年（永徳元年）と1566年（永禄9年）の銘がある。
- 阿弥陀如来坐像 – 高さ53センチメートル[8]
- 薬師如来立像 – 高さ64センチメートル[8]
- 前立木造十一面観音菩薩立像 - 像高62センチメートル、一木造による。江戸時代の制作とみられる[21]。
- カンダイ - 上山集落で死者が出た際に棺桶を乗せて担ぐのに用いられた[22]。

## 行事
伝統的な風習として次のものが知られる。
- ムラギトウ　－　年初めに勧請縄の行事があり、上下の村境に張る綱を上山寺で祈祷する。この綱は村に病気が入り込まないための呪いとされる[23]。
- ヤギトウ　－　1月中に僧侶が上山集落の各家の仏壇を拝んでまわり、家内安全を祈願する[23]。
- 大師講 – 4月20日頃に集落内3つの組でそれぞれ講があり、講宿の家で餅がつかれる。その餅を上山寺に供えられた後、参詣者に配布した[23]。
- 盆行事 – 8月13日～18日までが盆とされ、15日朝に僧が棚経に各家を巡り、また、寺において施餓鬼を行う[23]。施餓鬼棚は本堂の本尊の右側にまず置き、その後、山門の下にも置いて祀る[10]。この棚は青竹を組んで柱にし、板棚を乗せて作る。棚には「ミズノコ」と呼ばれる木桶に水と野菜を刻んだものを入れ、三界万霊と新仏の塔婆を置く[10]。僧侶の祈祷が終わると、塔婆は墓に運ばれる[10]。
- 産霊神社祭礼 –　21世紀には他から神主を呼んで祝詞をあげているが、以前は上山寺の僧侶が祈祷した[10]。
- 雨乞い - 長く雨が降らないときは、氏神である産霊神社の石段の下に直径1メートル、深さ1.5メートルほどの穴を掘り、上山寺の住職が祈祷を行い、護摩を焚いた[10]。

## 上山地区
上山（うえやま）は、上山寺の門前集落に端を発する山村集落である。上山寺境内や近世歴代住職の墓地がある丘陵地と、人家が点在し近世の坊跡である門之坊や南之坊とともにある集落地帯がある。2004年（平成16年）に京丹後市に移行して以降、現在の大字地名は「丹後町上山」。

### 歴史
古くは山伏が住み着いた村とも伝えられる。集落の北方に「出屋千軒」と呼ばれる場所があり、かつて多くの民家が軒を連ねたという伝承が残る。
1602年（慶長7年）の「慶長郷村帳」や1699年（元禄11年）の「丹後国郷帳」では「宇川村之内」あるいは「宇川枝村」と記録される。1717年（享保2年）まで宮津藩領、その後、天領となり久美浜代官所の所轄にはいった。この間に「上山村」と単独表記に変わり、明治維新を迎えた。1889年（明治22年）から下宇川村、1955年（昭和30年）からは丹後町に含まれ、2004年（平成16年）に京丹後市丹後町上山となった。
上山集落の近代化は遅く、家屋は1960年（昭和35年）頃まですべての家で屋根が茅葺きであったが、その後は瓦葺きへと移行した。電気が通るようになったのは1971年（昭和46年）になってからのことで、この年から機織りを始める農家があった。それ以前の暮らしぶりは稲作や畑作や山菜採取が中心であり、炭焼きや狩猟を生業とする人もいた。農耕の労働力に各戸で雌牛を1頭飼い、子牛を生ませて現金収入にした。冬場は杜氏（丹後杜氏）として富山や伏見、赤穂の酒蔵に出稼ぎに出て、その期間は3カ月または6カ月であった。
集落に車が上がれるような道が開通したのは1962年（昭和37年）の春のことで、大八車を牛に牽かせて荷運びができるようになった。それまではセイコと呼ばれる背負いの板がほぼ唯一の運搬具で、日常的には中浜から行商の女性3人が海産物を売りに来ていたほか、置き薬の行商や、鋳掛や靴修理の職人が通ったという。戦前は田植え前に芝居や万歳師が6～7人は来ていたが、終戦後廃れた。
戦前には16戸96人が居住し、村組を5～6戸ずつの上・中・下に分けて組を町内と称したが、第二次世界大戦中に一部が離村し、1963年（昭和38年）の三八豪雪の頃に約10戸が離村して、1980年（昭和55年）頃には6世帯21人が居住するのみとなっていた。2013年頃（平成21年頃）には戸数は5戸まで減少し、1990年（平成2年）以降の世帯数には他府県からの移住者も含まれる。2016年（平成24年）には5世帯13人が居住し、2020年（令和2年）7月末時点で5世帯9人が居住する

### 地理・産業
吉野川支流の上山川上流域に位置する。上山川本流の東側に人家の集まる集落があり、複数ある上山川の支流の1本は集落の中から派出している。21世紀現在の集落は、この支流が形成する谷の西側にのびた尾根の上にある。標高200メートルの地に、点在して斜面に石垣を築いて家屋を建て、急峻な谷間と斜面を切り開いて田畑とする。その集落の中を、北西から南東にかけて、京都府道653号碇網野線が貫通する。
田畑は集落の下方に多くあり、1戸あたり平均して7反を所有した。昼夜の寒暖差が大きなことから、日本酒の麹米とする「五百万石」などの酒米がよく作られたが、平成期に入りコシヒカリや旭4号を多く栽培するようになった。谷から水を引くため、平地に比べて水温が低く、収穫量はやや少ない。湿地はわずかにあったが不便なところで、戦前までは棚田にして耕作したが、終戦後は植林地となった。植林は1947年（昭和22年）～1948年（昭和23年）頃から進められ、戦前までは上山集落から日本海を望むことができたが、植林後は見えなくなったという。

#### 小字
- ヲク山（をくやま）
- 坂（さか）
- 堀（ほり）
- ヰノクゴ
- 立畑ケ（たちばたけ）
- 車坂（くるまざか）
- 烏畑（からすばた）
- 烏谷（からすだに）
- シデノ木（しでのき）
- 丹京寺（たんきょうじ）
- コセン谷（こせんだに）
- 岩管（いわすげ）
- 白畑（しらばた）
- 四ツ町（よつまち）
- スヱガハナ
- 入地（いりぢ）
- イカリ
- 後山（おてやま）
- 丸山（まるやま）
- トバナ
- 丸町（まるまち）
- 田尻（たじり）
- 細畑（ほそばたけ）
- 向田（むかいだ）

- 京田（きょうだ）
- 奥地（おくぢ）
- イガミ谷（いがみだに）
- シロウ
- 寺ノ奥（てらのおく）
- 寺ノ下（てらのした）
- カミジ
- 十三仏（じゅうさんぶつ）
- 松本（まつもと）
- 前田（まえだ）
- 中ノ森（なかのもり）
- 岡崎（おかざき）
- 浄土（じょうど）
- セドノ谷（せどのたに）
- 城（しろ）
- 谷川（たにがわ）
- 中地（なかぢ）
- 大門（だいもん）
- 石原（いしはら）
- 向地（むかいぢ）
- 寺尾（てらお）
- 片山（かたやま）
- ヤクシ
- 大成（おおなる）

- 才木（ざいもく）
- 堂ノ上（どうのうえ）
- 蝶子口坂（ちようしぐちざか）
- 大畑（おおばたけ）
- シンズ
- 水口（みずぐち）
- ツメタ水（つめたみず）
- イロガハナ
- 松ケ下（まつがした）
- チワラ
- デヤ
- フドウ
- 妙見山（みょうけんやま）
- ダケ
- 大谷（おおたに）
- ミズツボ
- トノ林（とのばやし）
- カクノ堂（かくのどう）
- ユキズリ
- 林ケ谷（はやしがたに）
- 寺ノ上（てらのうえ）
- シン川（しなかわ）
- 作道（つくりみち）

## 現地情報
- 所在地 - 京丹後市丹後町上山
- 周辺施設 - 上山区集会所